# Louis Odo Boeck
Louis Odo Boeck, auch Luis Odo Boeck, Lois Odo Boeck und Lois Odo Böck, (um 1898 – nach 1944) war ein Opernsänger (Bassbariton) und Theaterregisseur.

## Leben
Boeck war am Anfang seiner Sängerlaufbahn von 1922 bis 1923 am Stadttheater Troppau tätig, von 1923 bis 1926 am Stadttheater Teplitz, von 1926 bis 1929 am Theater Augsburg und von 1929 bis 1932 am Deutschen Theater in Prag. 1932 ging er nach Augsburg zurück und wirkte dort bis 1944 als Sänger und Regisseur. Sein weiterer Lebensweg ist unbekannt.
Hauptsächlich sang er Wagnerrollen, er war auch bei den Bayreuther Festspielen tätig. Dort sang er 1928 den „Donner“ im Rheingold sowie den „Klingsor“ im Parsifal, letzteren auch 1930.